# ایوان بویگ
ایوان بویگ (انگلیسی: Iván Buigues؛ زادهٔ ۱۰ اوت ۱۹۹۶) بازیکن فوتبال اهل اسپانیا است.
از باشگاه‌هایی که در آن بازی کرده‌است می‌توان به باشگاه فوتبال هرکولس اشاره کرد.